# Henri Guillaumet
Henri Jules Constant Guillaumet (Bouy, 29 maggio 1902 – battaglia di Capo Teulada, 27 novembre 1940) è stato un militare e aviatore francese, distintosi particolarmente come pilota di linea nelle compagnie aeree Latécoère, Aéropostale e Air France. Pioniere dei voli postali in Sud America, effettò 396 volte la traversata della Ande, e poi come pilota di idrovolanti di linea attraversò 84 volte l'Atlantico del sud e 12 volte l'Atlantico del nord. Nel 1925 vinse la Military Zenith, riservata ai soli piloti militari, e nel 1938 il Premio Henry Deutsch de la Meurthe, datogli dall'Académie des sports come ricompensa per un fatto sportivo che poteva portare ad un progresso materiale, scientifico e morale per l'umanità. Nel 1938 venne insignito, insieme a Paul Tissandier, della Grande médaille de l'Aéro-Club de France. Il 14 luglio 1939, ai comandi dell'idrovolante Latécoère 521 "Lieutenant de vaisseau Paris", stabilì il record mondiale di attraversata dell'Atlantico per la categoria idrovolanti, aggiudicandosi il prestigioso nastro azzurro. Al suo attivo aveva 9 980 ore di volo..

## Biografia

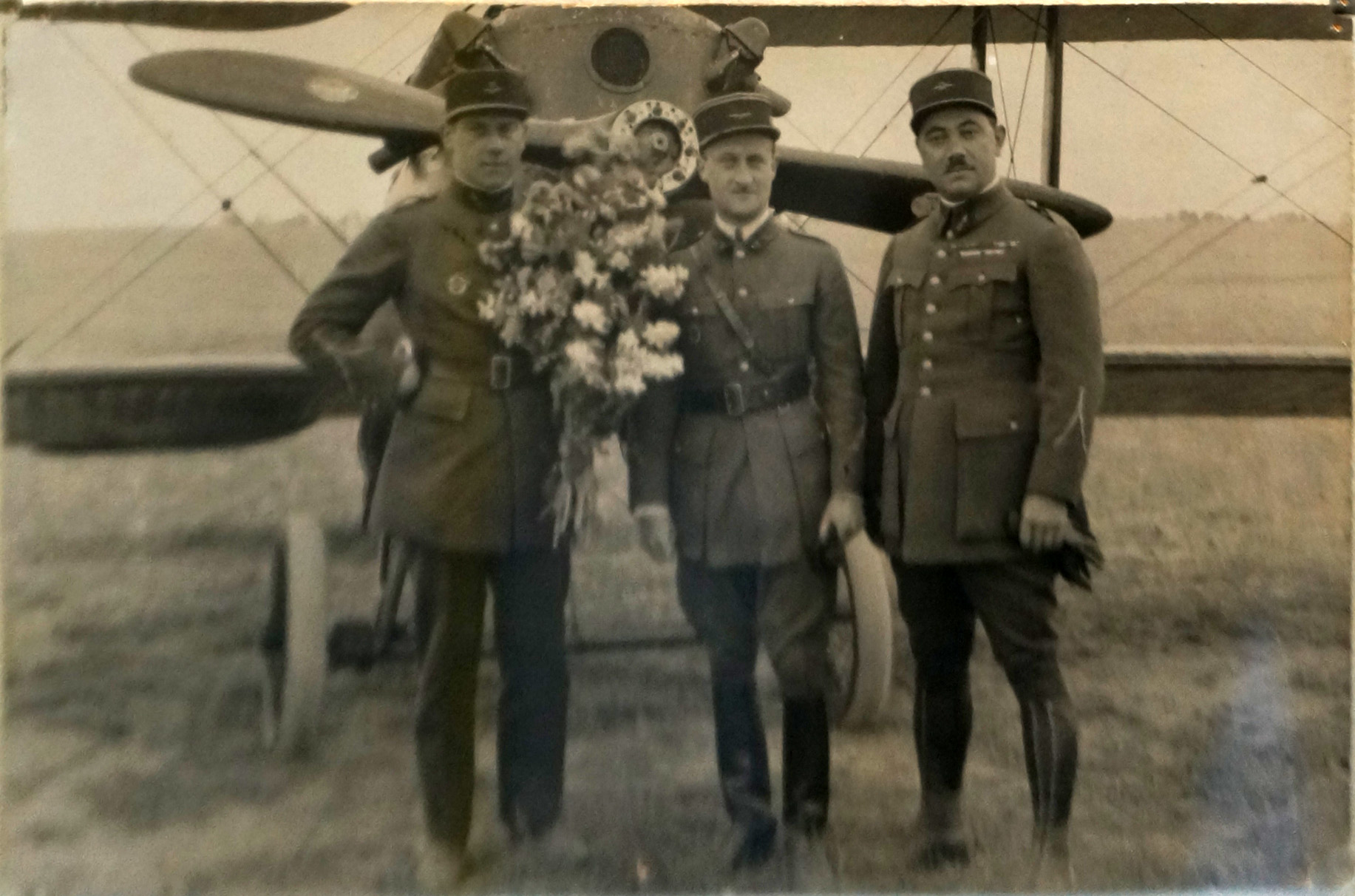
I piloti Guillaumet, Challe, e Bonnet.

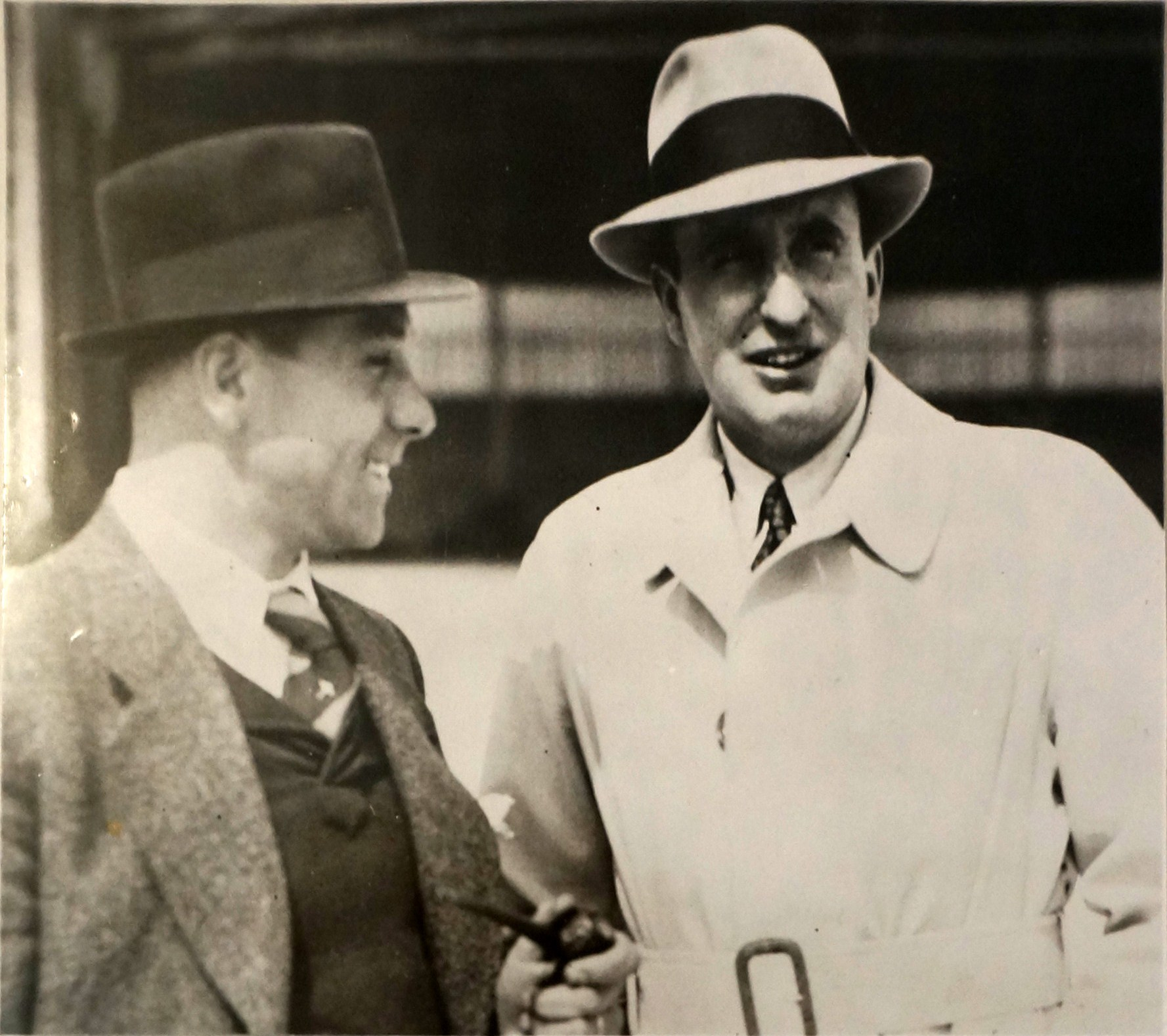
I piloti Guillaumet e Michel Détroyat.

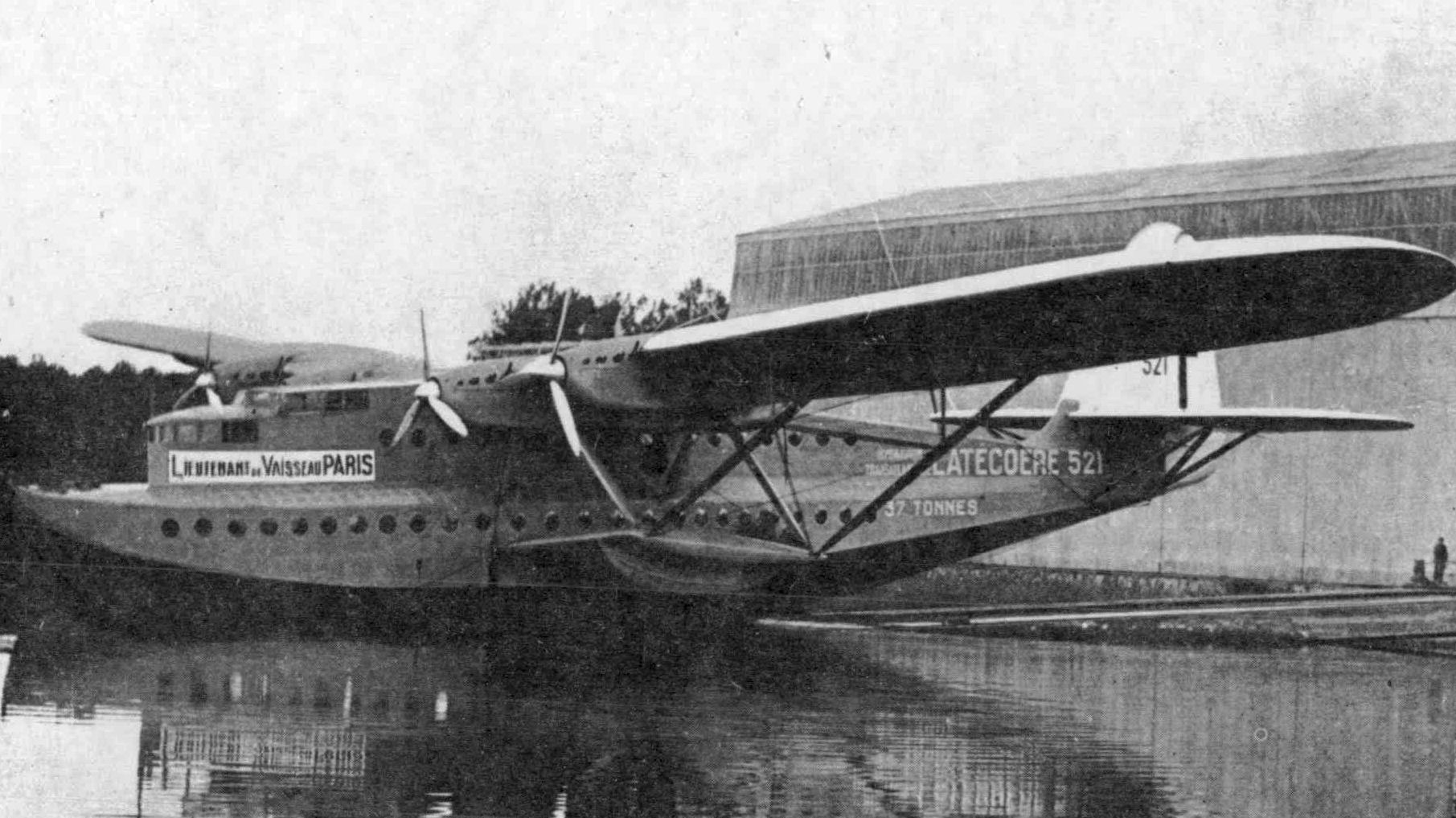
L'idrovolante Latécoère 521 "Lieutenant de vaisseau Paris" con cui si aggiudicò il "nastro azzurro".

Nacque a Bouy il 29 maggio 1902. All'età di sei anni, nel 1908, da Bouy assistette al decollo dell'aereo pilotato da Henry Farman che successivamente raggiunse Reims, realizzando il primo collegamento aereo da città a città. Appassionatosi al mondo dell'aviazione, dopo lo scoppio della prima guerra mondiale il campo d'aviazione sito a Bouy venne militarizzato ingrandendosi notevolmente. Nel 1916 ricevette il battesimo dell'aria, volando di nascosto insieme ad un ufficiale della ricognizione a bordo di un biposto Voisin. Il padre si spense nel 1918, e suo fratello René assunse l'incarico di capofamiglia e dopo la firma del armistizio di Compiègne, e la conseguente cessazione delle ostilità, quest'ultimo lo autorizzò ad imparare a pilotare. Ottenuta una borsa di studio nel 1919 si iscrisse alla Scuola di volo di Orly, creata sotto l'egida dell'Aéronautique Militaire da Charles Nungesser, famoso asso della grande guerra.
Ottenne il brevetto di pilota il 15 ottobre 1921,  volando a bordo di un Nieuport Ni.11 Bébé. Nel febbraio 1922 si arruolò, per tre anni, assegnato inizialmente al Centro di istruzione militare di Istres, e poi alla 8ª Escadrille del 38e Regiment de chasse di stanza a Thionville, prestando servizio sotto gli ordini del tenente Léon Challe, e volando a bordo dei caccia SPAD S.XIII. A Istres ebbe modo di conoscere piloti come Florentin Bonnet, René Weiser e Jean Mermoz, che ritornava da una campagna militare in Siria. Nel 1923 vinse la competizione di tiro aereo a Cazaux, e nel giugno 1925 la famosa Military Zenith, gara riservata ai piloti militari. La competizione si tenne tra il 16 giugno 1924 e il 15 giugno dell'anno successivo, con una interruzione tra il 15 ottobre e il 15 marzo, svolgendosi sul circuito Villacoublay-Metz-Strasburgo-Digione-Lione-Châteauroux-Tour-Villacoublay, da percorrere due volte nello stesso giorno, per un totale di 2.810 chilometri. Ai comandi di un velivolo Nieuport-Delage NiD 29, prestatogli sportivamente dal tenente Challe, che fino ad allora deteneva il miglior tempo, il giorno prima della fine ufficiale della competizione effettuò  il percorso alla media di 187,587 km/h, migliorando il tempo di Challe di 10 minuti. Poco tempo dopo, nell'agosto dello stesso anno, durante un periodo di licenza incontrò per caso sulla terrazza di un caffè parigino, Jean Mermoz, congedatosi da poco più di un anno, che lo invitò ad unirsi a lui per lavorare nella compagnia aerea Latécoère, la futura Aéropostale.
Congedatosi con il grado di sergente il 1 gennaio 1926, il 26 febbraio successivo iniziò a lavorare per la Compagnie Latécoère di Tolosa, assegnato al campo d'aviazione di Montauban come meccanico motorista, secondo le regole stabilite dal direttore Didier Daurat.
Assegnato inizialmente alla linea postale Tolosa-Barcellona-Alicante, e poi alla Casablanca-Dakar, il 14 ottobre incontrò Antoine de Saint-Exupéry, un pilota recentemente assunto nella Compagnia, di cui divenne amico inseparabile. Nel marzo 1927, mentre effettuava la linea africana Casablanca-Dakar, partecipò con Marcel Reine, Jean Mermoz e Léon Antoine, alle operazioni di ricerca di un equipaggio uruguayano disperso nel deserto del Sahara, che portarono alla liberazione degli aviatori catturati da una tribù di mori.  Decorato con la Croce di Cavaliere della Legion d'onore, nel luglio 1928 effettuò un viaggio di ricognizione tra Saint-Louis del Senegal e Douala, e quindi da Saint-Louis del Senegal a Brazzaville, dove volò per 6000 km sopra la foresta equatoriale.
Il 9 giugno 1929 si imbarcò a Marsiglia sul piroscafo Valdivia per raggiungere l'amico Jean Mermoz a Rio de Janeiro, incontrando a bordo della nave la signorina Noëlle, una donna svizzera che diventerà poi sua moglie. Il 14 luglio successivo iniziò a volare sulle rotte sudamericana, inaugurando ben presto un regolare servizio di linea Argentina-Cile, da Mendoza a Santiago del Cile, sorvolando su un Potez 25 la Cordigliera delle Ande.
Il 13 giugno 1930, in pieno inverno australe, decollò da Medina alla 8:00 per effettuare la 92ª traversata della Ande ai comando di un Potez 25 (F-AJDZ). Mentre volava sulla Cordigliera fu sorpreso da una tempesta di neve, che lo obbligò ad atterrare con il suo aereo nei pressi di un grande stagno denominato Laguna Diamante, a 3.200 metri di altitudine Trascorse i primi due giorni in attesa dei soccorsi, e quando il terzo giorno il tempo migliorò decise di partire a piedi Pur essendo atterrato ad un giorno e mezzo di cammino da un villaggio argentino, si incamminò nella direzione opposta, e dopo cinque giorni e quattro notti fu trovato da un quattordicenne, Juan Gualberto Garcia, e da sua madre, vicino a un ruscello, a 60 km dall'aereo.   Il padre dell'adolescente allertò i soccorritori e lui venne quindi portato nel villaggio di San Carlos, dove venne prelevato dall'amico Antoine de Saint-Exupéry, che successivamente gli dedicò il libro di grande successo Terra degli uomini, in cui raccontava l'avventura del suo amico. Anche il musicista argentino Arthur Honegger volle onorarlo dedicandogli il brano La marcia della morte.
Nel mese di agosto Mermoz lo richiamò in Francia per addestrarsi al volo con gli idrovolanti, di cui ottenne il brevetto il 6 dicembre 1930 poiché la Compagnie Aéropostale inizia ad avere numerosi problemi finanziari. A quel punto chiese, ed ottenne, di ritornare in Sud America stabilendosi li con sua moglie, ai piedi della Cordigliera, che attraversò 393 volte, tanto che ricevette il soprannome di Angelo della Cordigliera.
Venne richiamato in Francia il 25 settembre 1934, entrando in servizio nella nuova compagnia Air France, e partecipando con Mermoz, alla sua prima traversata del Sud Atlantico, a bordo del trimotore Couzinet 70 "Arc en Ciel". Effettuò la traversata del oceano per un totale di 84 volte, volando diversi tipi di aeroplani e idrovolanti, l'ultima volta l'11 novembre 1939. 
Il 7 dicembre 1936, mentre era al comando della idrobase di Dakar, accolse l'amico Jean Mermoz per l'ultima volta prima del suo fatale volo a bordo dell'idrovolante postale, Latécoère 300 "Croix-du-Sud". Assistette al decollo, e quindi al ritorno dell'aeromobile ed ai tentativi di riparazione del riduttore dell'elica difettoso, perché nessun altro aereo di questo tipo risultava immediatamente disponibile. Dopo aver appreso la notizia della scomparsa del "Croix-du-Sud" partì alla ricerca del suo grande amico, sorvolando l'oceano per due giorni, ai comandi del Farman F 2200 F-AOXE "Ville de Montevideo", che era stato finalmente riparato, fino ai limiti estremi dell'autonomia del velivolo.
Le 23 agosto 1938 decollò da Biscarrosse per raggiungere New York, attraversando l'Atlantico del nord a bordo dell'idrovolante esamotore Latécoère 521 "Lieutenant de vaisseau Paris" Effettuati scali tecnici a Lisbona e alle Azzorre  ammarò a Port Washington dopo un viaggio di 38 ore. Effettuò questa traversata per 13 volte, alternandosi ai comandi del "Lieutenant de vaisseau Paris" o del suo gemello, il Latécoère 522 "Ville de Saint-Pierre".  Il 15 luglio 1939, durante la 12ª attraversata, effettuata senza scali, assistito da Louis Couhé e Antoine de Saint-Exupéry, volò direttamente da Biscarrosse a New York in 28 ore, percorrendo 5875 km alla velocità media di 206 km/h, di cui 2300 km con un motore fermo, aggiudicandosi il nastro azzurro per gli idrovolanti. Effettuò la sua ultima attraversata il 28 agosto, nell'imminenza dello scoppio della seconda guerra mondiale, in quanto in quella data le autorità francesi decisero l'interruzione dei voli.

### La seconda guerra mondiale

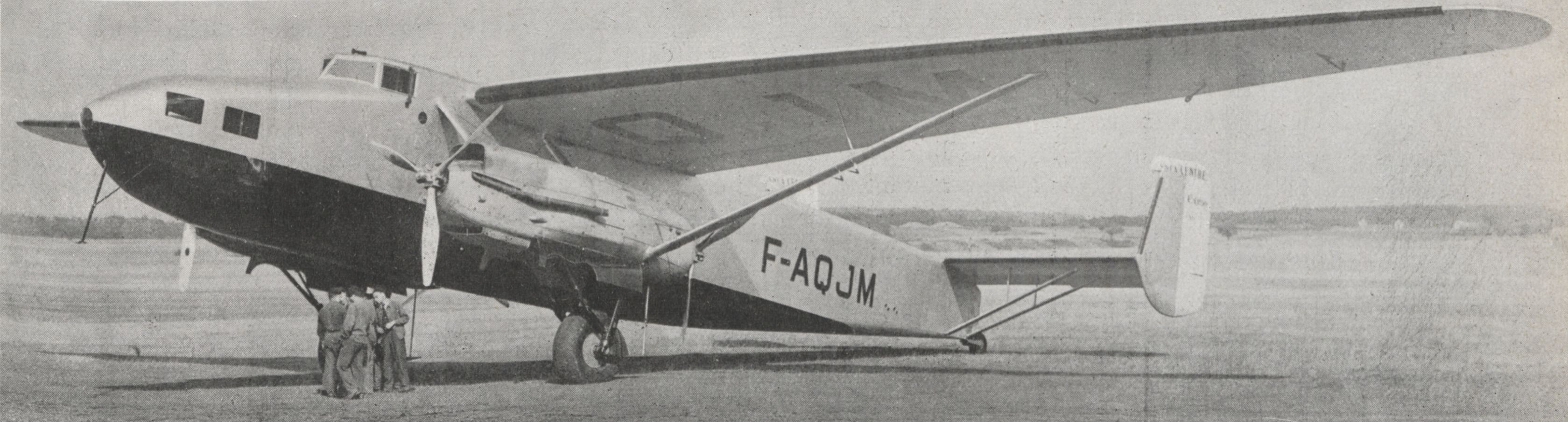
Un aereo da trasporto quadrimotore Farman F 2234.

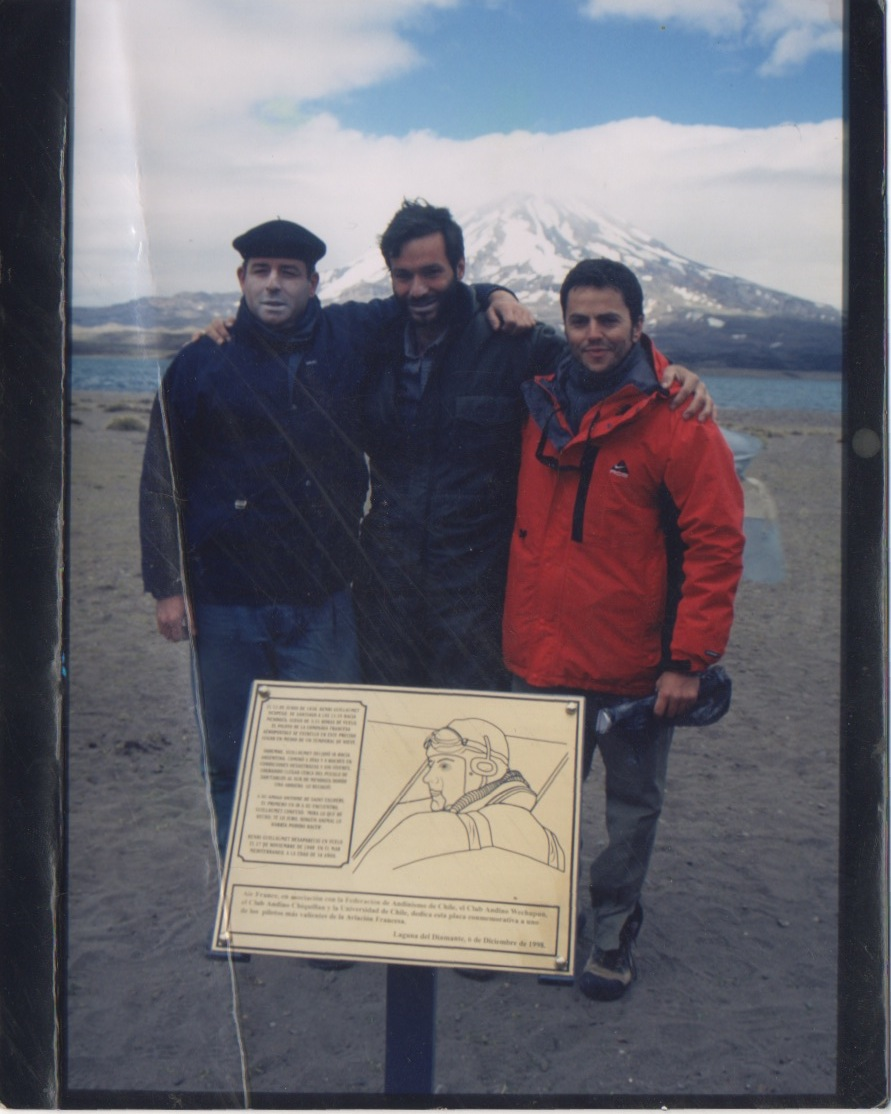
Marc Turrel, Christian Fedabeille. Spedizione alla Laguna del Diamante (Argentina). Posa della targa commemorativa a Henri Guillaumet (1998).

Dopo la dichiarazione di guerra alla Germania fu mobilitato con il grado di tenente, e chiese di essere assegnato a una unità da caccia, scrivendo in tal senso al generale Bertrand Pujo, presidente di Air France e futuro Ministro dell'aviazione, ma la sua richiesta venne rifiutata a causa della sua età, 37 anni, e della sua grande esperienza nelle linee aeree commerciali, essenziale per il paese che doveva mantenete i collegamenti con l'intero Impero coloniale, ma anche con le nazioni alleate. Dopo lo scoppio delle ostilità, con il capitano Paul Codos e sotto gli ordini del loro capo missione, il comandante Henri-Laurent Daillière, effettuò lunghe missioni di ricognizione sull'Atlantico meridionale, a bordo del Farman F 2234 n. 1 (F-AQJM) "Camille Flammarion", con l'obiettivo di cercare di individuare la corazzata tascabile del Kriegsmarine Admiral Graf Spee Dopo la firma dell'armistizio di Compiègne, gli uffici dell'Air France si erano trasferiti a Marsiglia, nella zona franca, dove egli e la sua famiglia trasferirono la loro residenza.
Alle 10:17 del 27 novembre 1940 decollò da Marignane per raggiungere Beirut ai comandi del Farman F 2234 n. 3 "Le Verrier" (F-AROA), con a bordo il nuovo Alto Commissario francese per il Levante Jean Chiappe. Il suo equipaggio era composto da Marcel Reine, radiotelegrafista Jean Le Duff e meccanici Franquès e Montaubin, mentre il capitano Nicolas prese posto a bordo come secondo passeggero. Paul Codos e Jean Dabry, arrivati il giorno prima da Bizerta a bordo del Latécoère 522 "Ville de St Pierre", avevano avvertito l'ufficio centrale dell'Air France che, per evitare un violento combattimento aeronavale tra italiani e inglesi avevano deliberatamente violato le istruzioni della commissione armistiziale (CIAF) che imponeva agli aerei francesi un percorso molto preciso, e avevano consigliato di fare lo stesso. Tuttavia, Guillaumet ricevette un netto rifiuto a violare le disposizioni da parte del comandante della stazione di Marsiglia, che gli ordinò di rispettare rigorosamente il piano di volo stabilito dalla commissione armistiziale italiana che lo autorizzava a volare lungo le coste della Sardegna fino alla sua sosta Tunisi. Alle 12:05, mentre sorvolava il Mediterraneo a circa 90 chilometri dalla costa africana, il Farman, facilmente identificabile con le sue "bande armistiziali" arancioni imposte dai tedeschi, fu attaccato ed abbattuto da un caccia italiano. Le stazioni di ascolto radio in Tunisia captarono gli ultimi segnali in codice Morse lanciati dall'operatore radiofonico, «siamo mitragliati! Aereo in fiamme! SOS! SOU». Immediatamente allertato, il cacciatorpediniere Typhon si affrettò a raggiungere il luogo della tragedia, trovandovi solo pochi detriti di difficile identificazione e una cintura di salvataggio contrassegnata da Air France mentre, quel pomeriggio, Radio Roma confermava all'abbattimento di un grande aereo sconosciuto, cosa non più ripetuta nel seguente comunicato stampa. Il giorno successivo, il governo di Vichy, attraverso il vicepresidente del consiglio Pierre Laval, lanciò forti proteste al governo britannico, accusando uno dei suoi piloti di aver abbattuto l'aereo civile, il che consentì a questa tesi di rimanere l'unica ufficiale per un lungo periodo. Secondo alcune fonti la nomina di Chiappe poteva aver rappresentato una minaccia per gli interessi britannici in Medio Oriente. Tuttavia l'operatore della stazione radiogoniometrica di Tunisi, che aveva ascoltato il messaggio finale dell'aereo, quello stesso giorno aveva identificato perfettamente alcune comunicazioni dei piloti italiani che ritornavano alla loro base, in cui uno di loro annunciava trionfalmente di aver "abbattuto un grosso aereo sconosciuto ".
I diari di volo di Guillaumet, che coprono il periodo dal 1926 al 1940, sono conservati presso gli Archivi nazionali.
La promozione dell'École Militaire de l'Air del 1989 a Salon-de-Provence prende il suo nome. Nel dicembre 1998, sul luogo del suo atterraggio forzato vicino alla stagno della laguna di Diamante, sulle Ande, l'ambasciatore francese a Buenos Aires Jean-Michel Gaussot ha collocato una apposita targa commemorativa dell'avvenimento. Nel 2001 Juan Gualberto Garcia, il giovane pastore che salvò Guillaumet sulle Ande il 19 giugno 1930 è stata insignita della Croce di Cavaliere della Legione d'onore dal Presidente della Repubblica francese, Jacques Chirac. Garcia si spense il 14 dicembre 2011, all'età di 95 anni. Due aeroclub francesi portano il suo nome, l'ACHG Aéroclub Henri Guillaumet dal 1946 a Lognes Emerainville e l'Aéroclub régionale Henri Guillaumet Aquitaine Hydravion a Biscarrosse.

### Nei media
Il suo personaggio e stato portato sullo schermo dall'attore Benoist Brione nella mini-serie televisiva L'Aéropostale, corriere du ciel del regista Gilles Grangier, trasmessa su FR3 tra il dicembre 1980 e il gennaio 1981. Nel film televisivo di Robert Enrico, prodotto nel 1994, Saint-Exupéry: La Dernière Mission, il suo ruolo è interpretato dall'attore belga Jean-Paul Comart. Nel 1996, nel film Saint-Ex, diretto dal britannico Anand Tucker, è stato l'attore Daniel Craig a interpretare il suo personaggio. Sempre nel 1996 Futuroscope gli rese omaggio in un film in IMAX 3D, prodotto e diretto da Jean-Jacques Annaud: Guillaumet, les ailes du courage dove il suo ruolo è interpretato dall'attore americano Craig Sheffer.

### Annotazioni
1. ↑  Egli aveva due fratelli più grandi René e André, mentre la madre era morta dando alla luce il quartogenito, Pierre, che non sopravvisse. I tre fratelli erano stati allevati dalla nonna e dal padre.
2. ↑  Tra il 22 maggio e il 13 giugno 1925 aveva già effettuato 5 tentativi, tutti falliti.
3. ↑  Mentre effettuava i voli su questa linea, durante i sorvoli stese una accurata carta geografica  della Spagna.
4. ↑  Si portò dietro la sua piccola valigia contenente una bussola, una lampada elettrica, una piccola stufa ad alcool solidificato, fiammiferi e un po' di cibo composto da carne in scatola, latte condensato e rum.
5. ↑  Fu lui che annunciò a "Mangaby", cioè la madre di Mermoz, che non avrebbe mai più rivisto suo figlio.
6. ↑  Il Latécoère 521 prendeva il nome da un ufficiale della Marine nationale Paulin Louis Jérôme Paris, disperso nel 1934.
7. ↑  Si trattava principalmente di voli di prova per conto della compagnia Air France.

### Fonti
1. 1 2 3 4 5 6 7 8 9  Boroli, Boroli 1983, p. III.
2. 1 2 3 4 5 6 7 8 9  Antoine de Saint-Exupery.
3. 1 2 3  Jenine Tissot.
4. 1 2 3  Military History.
5. 1 2 3 4 5 6 7 8  Boroli, Boroli 1983, p. IV.
6. 1 2 3 4  Argentina.
7. ↑  Kaspi 1995, p. 159.
8. 1 2  Chaigne-Oudin 2009, pp. 21-22.
9. ↑  Essi portano i codici 20160286/90 à 20160286/93 (visualizza la riproduzione in salle des inventaires virtuelle).